# Cândido José Rodrigues Torres
Cândido José Rodrigues Torres (Santo Antônio de Sá, 1816 – Petrópolis, 18 de março de 1877), primeiro e único barão de Itambi, foi um negociante brasileiro.

## Biografia
Filho de Manuel José Rodrigues Torres e de Emerenciana Matilde Torres. Era irmão do visconde de Itaboraí. Casou-se com Restituta Soares de Azevedo (1815 — 2 de março de 1881), com a qual deixou geração:
- Cândido José Rodrigues Torres Filho, visconde de Torres por Portugal;
- Maria Cândida Rodrigues Torres, casada com Honório Hermeto Carneiro Leão Filho, filho do marquês do Paraná;
- Maria Carlota Rodrigues Torres, casada com Luís Plínio de Oliveira, filho de Cândido Batista de Oliveira;
- Guilhermina Rodrigues Torres, casada com Sebastião Pinto Bandeira Guimarães, filho do barão de Jaguarão;
- Maria Carolina Rodrigues Torres, casada com José Antônio Soares Ribeiro, seu primo materno, depois barão de Inoã;
- Maria Emília Rodrigues Torres, casada com Antônio Maria Tovar de Lemos, conde de Tovar por Portugal.

Recebeu as comendas das imperiais ordens de Cristo e da Rosa. Elevado a barão por decreto de 17 de julho de 1872, título que faz referência a povoação homônima.
Faleceu de aneurisma, aos 61 anos, e seu corpo foi sepultado no Cemitério São João Batista, no Rio de Janeiro.